# DOK-ING MV
DOK-ING MV — серія роботизованих машин для розмінування, розроблених хорватською компанією DOK-ING.
Моделі MV-4 та MV-10 активно застосовуються Силами оборони України в ході повномасштабного російського вторгнення. За результатами успішного застосування виробництво було локалізовано в Україні компанією A3 Tech («А3ТЕХ-УКРАЇНА»).

## Варіанти
Протимінні безпілотні наземні транспортні засоби DOK-ING представлені низкою моделей, що відрізняються розмірами, можливостями та обладнанням. MV-4 та MV-10 є гусеничними машинами з броньовим захистом Hardox 450. Обидві моделі оснащені набором відеокамер, камерою для спостереження за слабкого освітлення та ІЧ-прожектором.

### MV-4 Scorpion
MV-4 — легкий роботизований комплекс для розмінування, який переміщується за допомогою вантажівки, літака або гелікоптера або стандартного контейнера 20′ GP.
Обладнання, встановлюване в передній частині машини: протимінна фреза, протимінний плуг, сегментний коток, бульдозерний відвал, затискач для руйнування перешкод. Обладнання, встановлюване в задній частині: ківш для переміщення ґрунту, вилковий навантажувач, кран-маніпулятор.

### MV-10 Bison
MV-10 переміщується за допомогою вантажівки чи літаків C-130 Hercules, C-5 Galaxy та Іл-76. Трал і машина окремо поміщаються до стандартних контейнерів 20′ GP, а разом до 40′ OT.
Обладнання, встановлюване в передній частині машини: комбінований протимінний ланцюговий трал з плугом, комбінований затискач з бульдозерним відвалом, сегментний коток.

## Характеристики
Характеристики, заявлені на сайті виробника. Масогабаритні показники наведено в комплекті зі стандартним тралом.
|                                     | MV-4                        | MV-10                               |
| ----------------------------------- | --------------------------- | ----------------------------------- |
| Довжина                             | 4635 мм                     | 8075 мм                             |
| Ширина                              | 2030 мм                     | 2980 мм                             |
| Висота                              | 1740 мм                     | 2330 мм                             |
| Маса                                | ~6120 кг                    | ~20600 кг                           |
|                                     |                             |                                     |
| Двигун                              | Perkins, 186 кВт (250 к.с.) | Caterpillar C18, 571 кВт (766 к.с.) |
| Витрата пального                    | 15—25 л/год                 | 25—50 л/год                         |
| Швидкість розмінування              | до 1400—1800 м²/год         | до 4000 м²/год                      |
| Швидкість переміщення               | 7,15 км/год                 | 7 км/год                            |
| Операційна швидкість                | 0,5—1,26 км/год             | 0,5—3 км/год                        |
| Глибина броду                       | 300 мм                      | 800 мм                              |
| Операційний радіус                  | 1500 км                     | 1500 км                             |
|                                     |                             |                                     |
| Ширина розмінування ціпом / плугом  | до 1800 мм                  | до 2450 мм                          |
| Глибина розмінування ціпом / плугом | до 300—350 мм               | до 400 мм                           |
| Навантаження відвала                | 4 т                         | —                                   |
| Навантаження маніпулятора           | 400 кг                      | —                                   |

## Оператори
- Україна: 17 машин MV-10 в різних структурах на червень 2024.[4]
  - ДСНС: станом на листопад 2023 року в ДСНС перебували 8 машин MV-4 та MV-10 від Фонду Говарда Ґрема Баффетта та одна MV-4 від естонських рятувальників.[5]
  - ДССТ: одна машина MV-10 передана в лютому 2024.[6]
  - невідомі структури: щонайменше по одній зібраній в Україні MV-4 та MV-10 станом на червень 2024.[4]

### Україна
Постачання

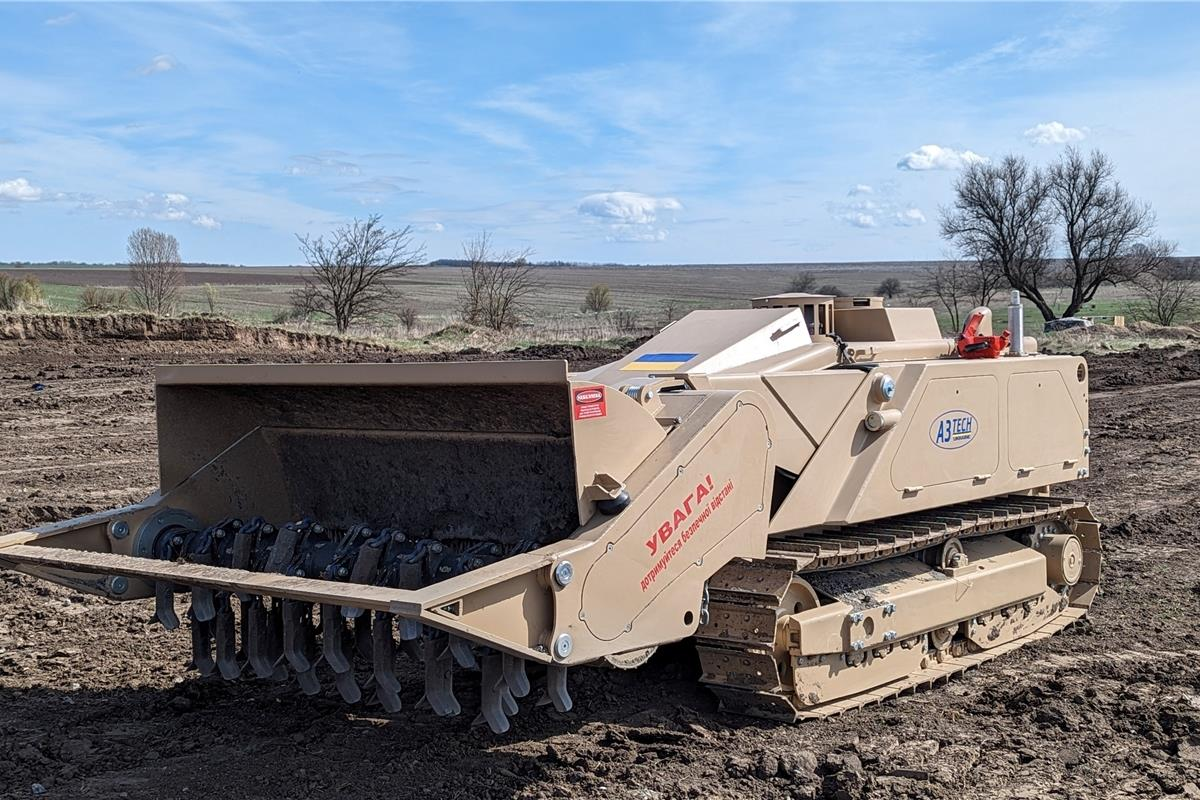
MV-4 українського виробництва

У березні 2023 року Фонд Говарда Ґрема Баффетта передав ДСНС два комплекси MV-10 та MV-4. Ці машини взяли участь у розмінуванні на території Херсонщини. У вересні того року за кошти Естонської Асоціації рятувальників Päästeliit було придбано за 1,1 млн євро комплекс MV-4 з допоміжним обладнанням.
У лютому 2024 року Європейський Союз передав MV-10 для ДССТ.
Локалізація
У червні 2023 року після конференції Ukrainе Recovery Conference 2023 стало відомо про плани компанії A3 Tech («А3ТЕХ-УКРАЇНА») локалізувати виробництво продукції DOK-ING на території України. На 5 квітня 2024 року було випробувано зібраний в Україні комплекс MV-4, а на 10 травня машина отримала сертифікат відповідності Міністерства економіки України.
Про сертифікацію MV-10 стало відомо в червні 2024 року. Першу машину було виготовлено коштом United24 та відправлено саперам, компанія отримала замовлення на 8 машин.